# 스피니펙스껑충쥐
스피니펙스껑충쥐 또는 타르카와라(Notomys alexis)는 쥐과에 속하는 설치류의 일종이다. 오스트레일리아 중부와 서부의 건조 지대 전역에서 발견되며, 스피니픽스속 식물이 덮인 모래 평원과 안정된 사구, 양토의 멀가 덤불과 멜라루카 풀 평원에서 서식한다.
개체수는 변동이 아주 심하다. 평년에는 듬성듬성 분포하며, 모래 사장에 제한적으로 분포하는 것으로 추정되지만 비가 내린 후에는 개체수가 폭발하여 한동안 다른 유형의 서식지로 퍼진다. 주로 야간에 관찰되고, 큰 뒷발로 땅 위로 껑충 뛰어 오른다.